# Seto (Aichi)

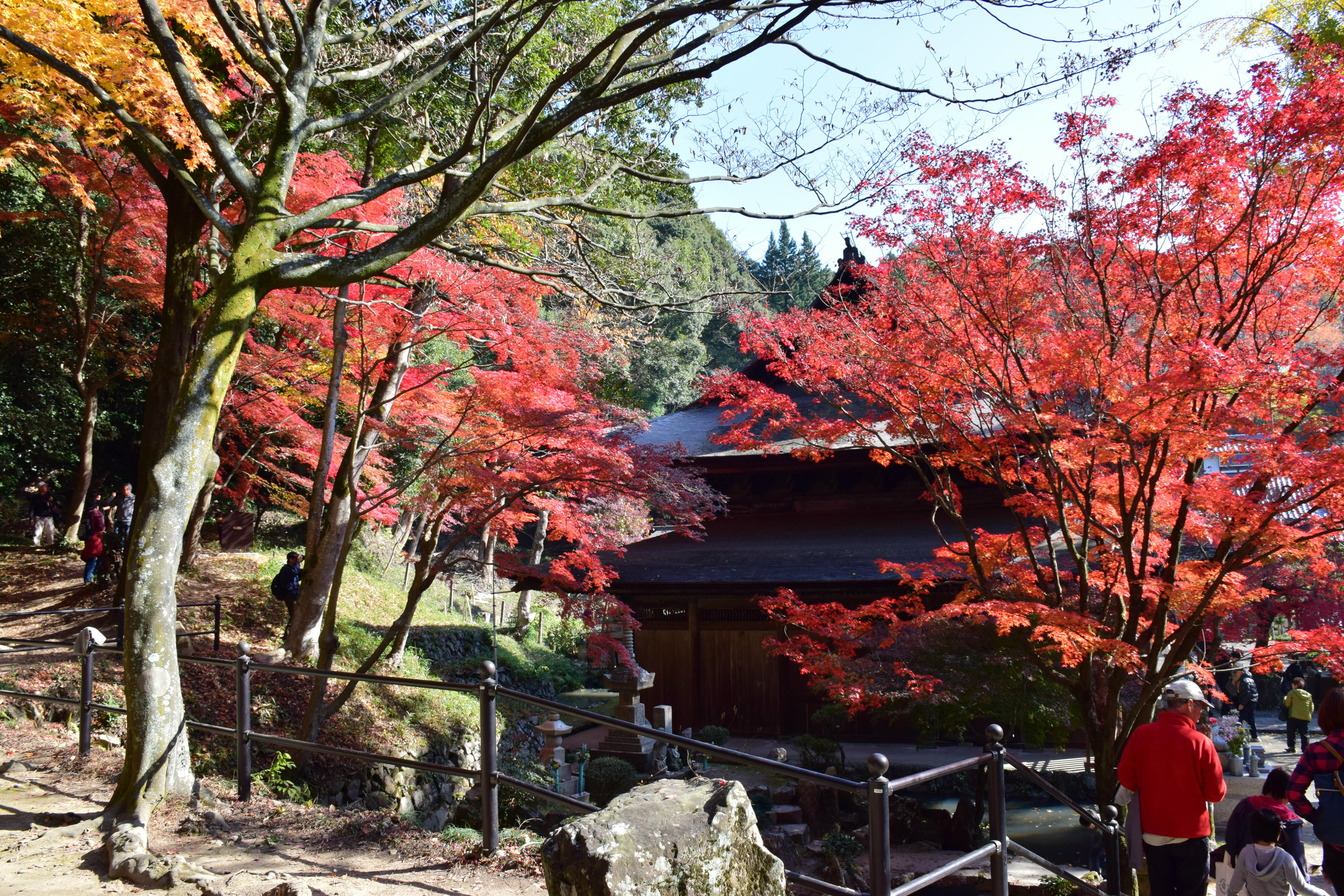
Jōkōji

Seto (Japans: 瀬戸市, Seto-shi) is een stad in de Japanse prefectuur Aichi. De oppervlakte van deze stad is 111,61 km² en begin 2010 had de stad ruim 133.000 inwoners.
Seto is zo bekend van de pottenbakkerij en keramiek dat het Japanse woord voor 'keramiek' setomono (瀬戸物, lett. "Seto-dingen") is.

## Geschiedenis
Door de porseleinklei die in de heuvels rond Seto wordt gewonnen, werd Seto rond 700 een centrum voor pottenbakkerij. Na het winnen van prijzen op een internationale kunsttentoonstelling in Wenen in 1873 werd het porselein uit Seto in Europa beroemd.
Seto werd op 1 oktober 1929 een stad (shi).
Latere uitbreidingen:
- 3 mei 1951 met één dorp (水野村);
- 11 februari 1955 met het dorp Hatayama (幡山村, Hatayama-mura);
- 1 april 1959 met de gemeente Shinano (品野町, Shinano-chō).

## Verkeer
Seto ligt aan de Seto-lijn van Meitetsu (Nagoya Spoorwegmaatschappij) en aan de Aichi-ringlijn van de Aichi Ringlijn Maatschappij.
Seto ligt aan de Tokai-Kanjo-autosnelweg, aan de nationale autowegen 155, 248 en 363 en aan de prefecturale wegen 22, 33, 61, 57, 208 en 209.

## Bezienswaardigheden
- Toso Matsuri, een festival in het derde weekeinde van april ter herinnering aan de meesterkeramist Toshiro.
- Setomono Matsuri (瀬戸物祭り), een pottenbakkerijfestival in het tweede weekeinde van september met rond de 20.000 bezoekers.
- Seto Gura, een cultureel centrum voor onder meer toneel, muziek en tentoonstellingen.
- Meerdere musea voor keramiek, zoals het Keramiek- en Glaskunstcentrum, het Stedelijk kunstmuseum en het Stedelijk centrum voor multimedia en keramische kunst.

## Geboren
- Nobuhiko Hasegawa (1947-2005), tafeltennisser
- Junji Suzuki (1958), politicus
- Sayaka Aoki (1973), komiek
- Asaka Seto (1976), actrice
- Toru Hasegawa (1988), voetballer

## Stedenbanden
Seto heeft een stedenband met
- Nabeul, Tunesië,
- Icheon (Gyeonggi-do), Zuid-Korea,
- Jingdezhen, China, sinds 1996.
- Limoges, Frankrijk, sinds 2003.

## Aangrenzende steden
- Kasugai
- Nagoya
- Owariasahi
- Tajimi
- Toki
- Toyota